# Scaevola striata
Scaevola striata är en tvåhjärtbladig växtart som beskrevs av Robert Brown. Scaevola striata ingår i släktet Scaevola och familjen Goodeniaceae. Inga underarter finns listade i Catalogue of Life.